# Blouberg Local Municipality
Blouberg (englisch Blouberg Local Municipality) ist eine Lokalgemeinde im Distrikt Capricorn der südafrikanischen Provinz Limpopo. Der Verwaltungssitz befindet sich in Senwabarwana. Am 3. August 2016 wurde ein Teil der Lokalgemeinde Aganang angeschlossen. Der Bürgermeister ist Maseka Solomon Pheedi.
Der afrikaanssprachige Name bezieht sich auf ein gleichnamiges Gebirge und bezeichnet ebenso eine Siedlung nördlich von Polokwane an den Abhängen des Gebirges.

## Städte und Orte
- Alldays
- Senwabarwana (ehemals Bochim)

## Bevölkerung
Im Jahr 2011 lebten in der Gemeinde 162.629 Einwohner in 41.192 Haushalten auf einer Gesamtfläche von 9248,13 km². Davon waren 99,04 % schwarz, 0,62 % weiß, 0,09 % Asiaten, 0,04 % Coloured und 0,20 % andere. Erstsprache war mit 93,83 % Sepedi und 0,91 % Englisch sowie weitere Sprachen.

## Naturschutzgebiete
- Blouberg Nature Reserve